# Setcases
Setcases település Spanyolországban, Girona tartományban. Setcases Molló, Llanars, Vilallonga de Ter, Queralbs, Fontpédrouse, Mantet és Prats-de-Mollo-la-Preste községekkel határos. Lakosainak száma 191 fő (2024).

## Népesség
A település népessége az elmúlt években az alábbi módon változott:
| Lakosok száma | 324  | 438  | 265  | 190  | 161  | 185  | 173  | 195  | 177  | 191  |
|               | 1717 | 1887 | 1936 | 1960 | 1986 | 2004 | 2009 | 2014 | 2019 | 2024 |